# Anastasiya Kolesava
Anastasiya Kolesava (en russe : Анастасия Колесава) est une coureuse cycliste née le 2 juin 2000 à Babrouïsk, en Biélorussie. 

## Carrière
En 2017 et 2018, Anastasiya Kolesava est au total trois fois championne de Biélorussie chez les juniors (moins de 19 ans). Elle représente son pays aux championnats du monde et d'Europe de la catégorie d'âge.
Entre 2019 et 2021, elle fait partie de l'équipe féminine du centre mondial du cyclisme. En 2022, elle rejoint la France en signant au sein de l'équipe du Stade rochelais Charente-Maritime, sans résultat significatif.
Elle est en 2023 membre de l'équipe cycliste féminine Arkéa, équipe avec laquelle elle remporte la deuxième étape du Tour de Toscane Féminin,, ainsi que la troisième place du classement général du Tour de l'Ardèche 2023 et une deuxième place sur la 4e étape. Avec l'équipe, elle participe au Tour de France Femmes, qu'elle termine à la 115e place.
En 2024 elle rejoint l'équipe Canyon-SRAM Generation (équipe de réserve de Canyon-SRAM Racing). Elle fini à la deuxième place lors du Grand Prix Lucien Van Impe féminin, derrière la néerlandaise Evy Kuijpers,. Pour la saison 2025, elle rejoint l'équipe World Tour Canyon-SRAM Racing. Après Alena Amialiusik, elle est seulement la deuxième cycliste biélorusse à décrocher un contrat avec une World Team.

## Palmarès sur route

### Par années
- 2017
  -  Championne de Biélorussie sur route juniors
  - 2e du championnat de Biélorussie du contre-la-montre juniors
- 2018
  -  Championne de Biélorussie sur route juniors
  -  Championne de Biélorussie du contre-la-montre juniors
- 2019
  - 3e du championnat de Biélorussie du contre-la-montre
- 2020
  -  Championne de Biélorussie du contre-la-montre espoirs
- 2021
  - 2e du championnat de Biélorussie du contre-la-montre espoirs[8].
  - 2e du Grand Prix Velo Manavgat
- 2023
  - 3e étape du Tour de Toscane
  - 3e du Tour de l'Ardèche[9],[10],[11].
  - 3e du Tour de Toscane[2].
- 2024
  - 2e du Grand Prix Lucien Van Impe[6].

### Résultats sur les grands tours

#### Tour de France

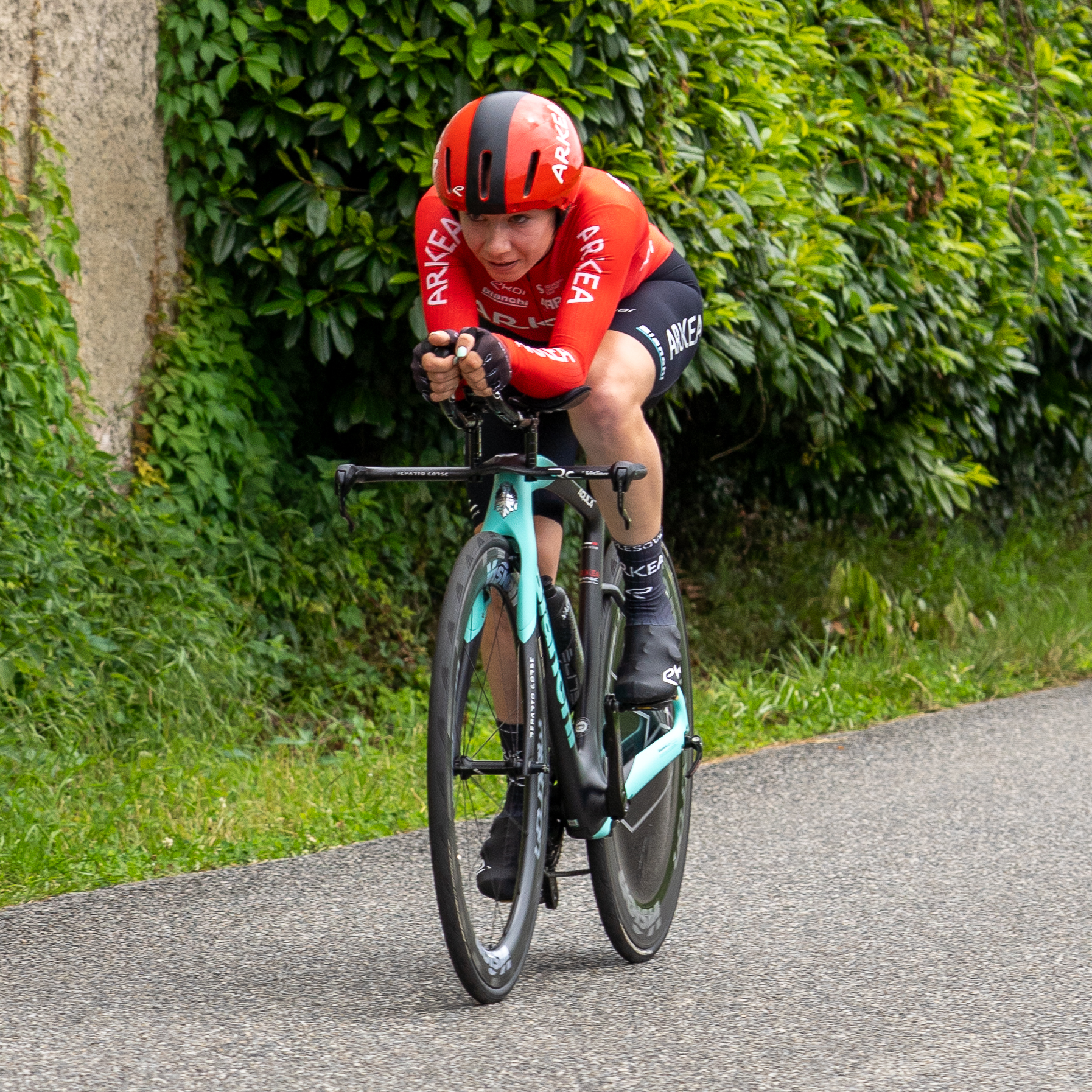
Anastasiya Kolesava lors de la 8e étape du Tour de France Femmes 2023.

1 participation
- 2023 : 115e[12]

#### Tour d'Espagne
1 participation :
- 2025 : 99e

### Classements mondiaux
| Année                                 | 2018 | 2019 | 2020 | 2021 | 2022 | 2023 | 2024 |
| ------------------------------------- | ---- | ---- | ---- | ---- | ---- | ---- | ---- |
| Classement UCI                        | 756e | 864e | 146e | 300e | 898e | 293e | 613e |
|                                       |      |      |      |      |      |      |      |
| Légende : nc = non classéSource : UCI |      |      |      |      |      |      |      |